# جورج لانسينغ رايموند
جورج لانسينغ رايموند (بالإنجليزية: George Lansing Raymond)‏ هو فيلسوف أمريكي، ولد في 1839، وتوفي في 1929.